# بادرود
بادرود (بالفارسية: بادرود) هي مركز قضاء بدرود الذي يقع في مدينة نطنز في محافظة أصفهان في إيران. يقدر عدد سكانها بـ 14,391 نسمة .